# Orávka
Orávka (in ungherese: Kacagópuszta) è un comune della Slovacchia facente parte del distretto di Rimavská Sobota, nella regione di Banská Bystrica.